# Mauno Pekkala
Mauno Pekkala, född 27 januari 1890 i Sysmä, död 30 juni 1952 i Helsingfors, var en finländsk politiker och Finlands statsminister 1946–48. Han var yngre bror till Eino Pekkala, som var justitieminister i hans regering.

## Biografi
Pekkala avlade forstexamen 1913 och kandidatexamen 1921. Han var skogskonsulent 1914–1917 och blev forstråd 1921. Han var jordbruksminister i Väinö Tanners regering 1926–27, och valdes in i riksdagen för Socialdemokraterna 1927. Åren 1939–42 satt han som finansminister i tre olika regeringar. Efter fortsättningskrigets utbrott 1941 intog han en kritisk hållning gentemot regeringens allians med Nazityskland; detta kulminerade i Pekkalas utträde ur regeringen 1942, vartefter han anslöt sig till fredsoppositionen.
Efter krigsslutet lämnade Pekkala Socialdemokraterna och anslöt sig till Demokratiska förbundet för Finlands folk (DFFF). 1945 blev han försvarsminister i Juho Kusti Paasikivis regering; efter att Paasikivi blivit Finlands president året därpå övertog Pekkala posten som statsminister i oktober 1946. Som statsminister representerade han Finland under fredskonferensen i Paris 1946–47, och undertecknade VSB-avtalet mellan Finland och Sovjetunionen 1948. Pekkala var DFFF:s presidentkandidat 1950.
Han är begravd på Malms begravningsplats i Helsingfors.